# إدي برونر
إدي برونر هو عازف ساكسفون سويسري، ولد في 19 يوليو 1912 في زيورخ في سويسرا، وتوفي بنفس المكان في 18 يونيو 1960.

## وصلات خارجية
- إدي برونر على موقع ميوزك برينز (الإنجليزية)
- إدي برونر على موقع ديسكوغز (الإنجليزية)